# اریک لوئیس بولز
اریک لوئیس بولز (انگلیسی: Eric Bols؛ ۸ ژوئن ۱۹۰۴ – ۱۴ ژوئن ۱۹۸۵) فرد نظامی اهل بریتانیا بود. وی همچنین برندهٔ جوایزی همچون ستاره نقره‌ای شده‌است.